# イーサン・ヴァン・ダー・リン
イーサン・ヴァン・ダー・リン（Ethan Van der Ryn、1962年10月21日 - ）は、音響編集者である。アカデミー音響編集賞を『ロード・オブ・ザ・リング/二つの塔』（2002年）と『キング・コング』（2005年）で2度受賞している。サンフランシスコ州立大学の卒業生である。

## 受賞とノミネート
| 賞               | 年   | 部門       | 作品名                                  | 結果       |
| ---------------- | ---- | ---------- | --------------------------------------- | ---------- |
| アカデミー賞     | 2002 | 音響編集賞 | ロード・オブ・ザ・リング/二つの塔       | 受賞       |
| アカデミー賞     | 2005 | 音響編集賞 | キング・コング                          | 受賞       |
| アカデミー賞     | 2007 | 音響編集賞 | トランスフォーマー                      | ノミネート |
| アカデミー賞     | 2011 | 音響編集賞 | トランスフォーマー/ダークサイド・ムーン | ノミネート |
| アカデミー賞     | 2012 | 音響編集賞 | アルゴ                                  | ノミネート |
| アカデミー賞     | 2018 | 音響編集賞 | クワイエット・プレイス                  | 未決定     |
| 英国アカデミー賞 | 2001 | 音響賞     | ロード・オブ・ザ・リング                | ノミネート |
| 英国アカデミー賞 | 2002 | 音響賞     | ロード・オブ・ザ・リング/二つの塔       | ノミネート |
| 英国アカデミー賞 | 2003 | 音響賞     | ロード・オブ・ザ・リング/王の帰還       | ノミネート |
| 英国アカデミー賞 | 2005 | 音響賞     | キング・コング                          | ノミネート |
| 英国アカデミー賞 | 2018 | 音響賞     | クワイエット・プレイス                  | 未決定     |